# Мотив (музика)
Мотив (лат. motus — „покрет”) у музици означава најмању ритмичко-мелодијску целину која се може издвојити из неког дела тј. најмању смислену целину музичког изражавања. 
Мотив по правилу чине најмање два тона, јер се њима најлакше постиже потребна минимална изражајност. Постоје и одступања од овог правила, при чему се мотив може састојати и из једног тона, који је на пример динамички наглашен. Максималну дужину мотива је теже дефинисати, али се креће у границама нечег што се да сагледати у „једном погледу“. Већи мотиви се дају раздвојити на делове који се још називају субмотивима.
Исти мотив се у музичком делу може јавити више пута са варијацијама, а музичко дело најчешће чини више мотива, њихова разрада и спајање.